# Kastell Rucăr

Geländesituation in Rucăr (1904) von Dumitru I. Băjan

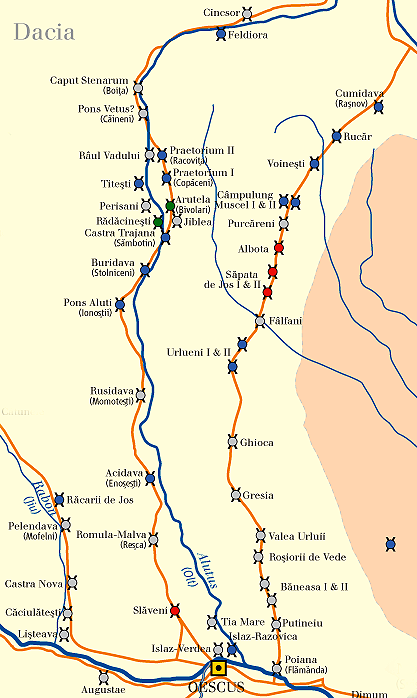
Kastell Rucăr im Verlauf des Limes Transalutanus (rechts oben)

Das Kastell Rucăr ist ein römisches Hilfstruppenkastell auf dem Gebiet der Gemeinde Rucăr im rumänischen Kreis Argeș im nördlichen Bereich der Region Muntenien. In antiker Zeit war das Militärlager ein Bestandteil des Dakischen Limes, konkret des Abschnittes Limes Transalutanus (Transalutanischer Limes; Limes jenseits des Olt). Administrativ gehörte es zur Provinz Dacia inferior. Gemeinsam mit insgesamt 277 Stätten des Dakischen Limes wurde das Kastell Rucăr 2024 zum UNESCO-Weltkulturerbe erhoben.

## Lage und Forschungsgeschichte
Die heutige Bodendenkmal liegt nördlich des besiedelten Gebiets der Gemeinde auf den landwirtschaftlich genutzten Flächen einer flachen Niederterrasse an der Einmündung der Bäche Roghina und Cernea in den Fluss Dâmbovița. Der Flurname lautet Scărișoara oder Câmpul Rucărului. Die Lage war insofern strategisch bedeutsam, als es von dort aus nur noch rund 6,5 km Luftlinie zu dem die Südkarpaten querenden Pasul Bran (deutsch: Törzburg-Pass) sind.
Der Garnisonsplatz war 1904 von Dumitru I. Băjan entdeckt, teilweise ausgegraben und erstmals gezeichnet und beschrieben worden. Umfangreichere Ausgrabungen erfolgten in insgesamt zwölf Kampagnen zwischen 1971 und 1975 sowie 1979 und 1985 durch Ioana Bogdan-Cătăniciu vom Institutul de Arheologie şi Istoria Artei (Archäologisches und Kunsthistorisches Institut) in Cluj-Napoca. Dabei wurde ein gutes Drittel der Gesamtfläche freigelegt.

## Archäologische Befunde

### Kastell
Das Kastell Rucăr ist ein Holz-Erde-Lager von rechteckigem Grundriss mit abgerundeten Ecken im typischen Spielkartenformat. Es ist weder mit seinen Seiten noch mit seinen Ecken genau in die vier Himmelsrichtungen ausgerichtet, sondern die Erbauer scheinen sich an den topographischen Gegebenheiten orientiert zu haben. Seine Seiten messen im Durchschnitt 44,5 m mal 57,5 m, was einer Fläche von 0,26 Hektar entspricht. Abzüglich der Umwehrung und des Aggers (innenseitiger Erddamm an der Mauer) reduziert sich die effektive Nutzfläche allerdings auf 30 m mal 53 m, also gerade einmal noch 0,16 Hektar. Geschützt wurde das Kastell von einer 5,10 m breiten und in einer Höhe von 0,80 m erhaltenen Holz-Erde-Mauer. An der südöstlichen Lagerecke fanden sich die Spuren eines hölzernen Eckturms. Vor der Umwallung verlief als Annäherungshindernis ein Doppelgrabensystem, dessen einzelne Gräben bis zu 5,10 m breit und 1,20 mm tief waren. Im Inneren des Lagers konnten die einen Meter breite Via sagularis sowie Spuren von zwei jeweils 14,50 m langen Mannschaftsbaracken identifiziert werden, jede von ihnen mit vier Contubernien. Felix Marcu hält diese Längen der Baracken für atypisch, da sie bei solchen Kastelltypen generell 25 Meter betragen würden. Bei der geringen Größe dürfte als Besatzung höchstens eine Vexillation in der Stärke von einer, maximal zwei Zenturien (also 80 bis 160 Mann) Platz gehabt haben. Ausweislich von Ziegelstempeln war hier eine Vexillation der Cohors II Flavia Bessorum (2. flavische Kohorte der Besser) stationiert, während das Gros dieser Einheit in ihrem Stammlager, dem Kastell Stolniceni am Limes Alutanus, verblieb. Die Münzreihe beginnt mit einer Prägung des Vespasian (69–79 u. Z.) aus dem Jahr 71 und geht nicht über Prägungen des Trajan (98–117) hinaus. Auch die Datierbarkeit der sonstigen Funde, darunter Fragmente von Terra sigillata und eine Öllampe mit dem Fabrikationsstempel des FORTIS, die auf die domitianisch-trajanische Zeit datiert wird, decken sich mit diesem Zeitspektrum. Das Kastell scheint in der Zeit der Dakerkriege gegründet und in spättrajanischer, spätestens aber frühsthadrianischer Zeit wieder aufgegeben worden zu sein. Für eine recht kurze Nutzungsdauer spricht auch die geringe Mächtigkeit der fundtragenden Schichten von gerade mal 5 cm bis 10 cm.

### Thermen
Rund 130 m nordöstlich des Kastells wurden die Kastellthermen entdeckt, das öffentliche Badegebäude, zu dem die Soldaten kostenlosen Zutritt hatten, das aber auch von der Zivilbevölkerung gegen geringes Entgelt aufgesucht werden konnte und von daher auch ein soziales Zentrum darstellte. Das Bad war vom Blocktypus, verfügte über mehrere Räume in zwei Raumfluchten und nahm im Vergleich zu dem äußerst kleinen Militärlager die relativ stattliche Fläche von 21 m mal 16 m, also 336 m² ein. Da die Forschungsschwerpunkte bisher primär auf dem Kastell und weniger auf den Thermen lagen, muss man sich bei der Betrachtung der letzteren in erster Linie auf die Aufzeichnungen Dumitru Băjans von 1904 verlassen.

## Fundverbleib und Denkmalschutz
Die Aufbewahrung und Präsentation der Funde erfolgt im Institutul de Arheologie „Vasile Pârvan“ (Archäologisches Institut „Vasile Pârvan“) in Bukarest.
Die gesamten archäologischen Stätten sind nach dem 2001 verabschiedeten Gesetz Nr. 422/2001 als historische Denkmäler unter Schutz gestellt. Das Gelände ist mit dem LMI-Codes AG-I-s-A-13375 in der nationalen Liste der historischen Monumente (Lista Monumentelor Istorice) eingetragen. Der entsprechende RAN-Code lautet 18536.01. Zuständig ist das Ministerium für Kultur und nationales Erbe (Ministerul Culturii și Patrimoniului Național), insbesondere das Generaldirektorat für nationales Kulturerbe, die Abteilung für bildende Kunst und die Nationale Kommission für historische Denkmäler sowie weitere, dem Ministerium untergeordnete Institutionen. Ungenehmigte Ausgrabungen sowie die Ausfuhr von antiken Gegenständen sind in Rumänien verboten.